# يلينا تشيبوكينا
يلينا فاسيلييفنا تشيبوكينا ( (الروسية: Елена Васильевна Чебукина)   . من 1987-1989 Ovchinnikova ؛ من مواليد 11 أكتوبر 1965) هي لاعبة كرة طائرة روسية، وكانت تلعب في الفريق الوطني الفائز بالميدالية الذهبية في الألعاب الأولمبية الصيفية لعام 1988 . 
في التسعينيات ، لعبت تشيبوكينا مع المنتخب الوطني الكرواتي لكرة الطائرة للسيدات  . 

## روابط خارجية
- يلينا تشيبوكينا على موقع عالم الكرة الطائرة (الإنجليزية)
- يلينا تشيبوكينا على موقع دوري الدرجة الأولى الإيطالي للكرة الطائرة - سيدات (الإيطالية)
- يلينا تشيبوكينا على موقع اللجنة الأولمبية الدولية (الإنجليزية)
- يلينا تشيبوكينا على موقع اللجنة الأولمبية الدولية (الإنجليزية)
- يلينا تشيبوكينا على موقع اللجنة الأولمبية الدولية (الإنجليزية)
- يلينا تشيبوكينا على موقع أوليمبيديا (الإنجليزية)